# Martin B-26 Marauder
O Martin B-26 Marauder foi um bombardeiro médio norte-americano da Segunda Guerra Mundial, construído por Glenn L. Martin Company, entre 1941 e 1945. Usado pela primeira vez no teatro de guerra do pacífico, foi também usado no mediterrâneo e na Europa.